# Mohamed Keita
Mohamed Keita (1º gennaio 1980) è un ex calciatore guineano, di ruolo portiere.

## Carriera

### Club
Ha sempre giocato nel campionato guineano.

### Nazionale
Ha rappresentato la propria Nazionale durante la Coppa d'Africa nel 2004, anno nel quale giocò la sua unica partita.